# Västerbron

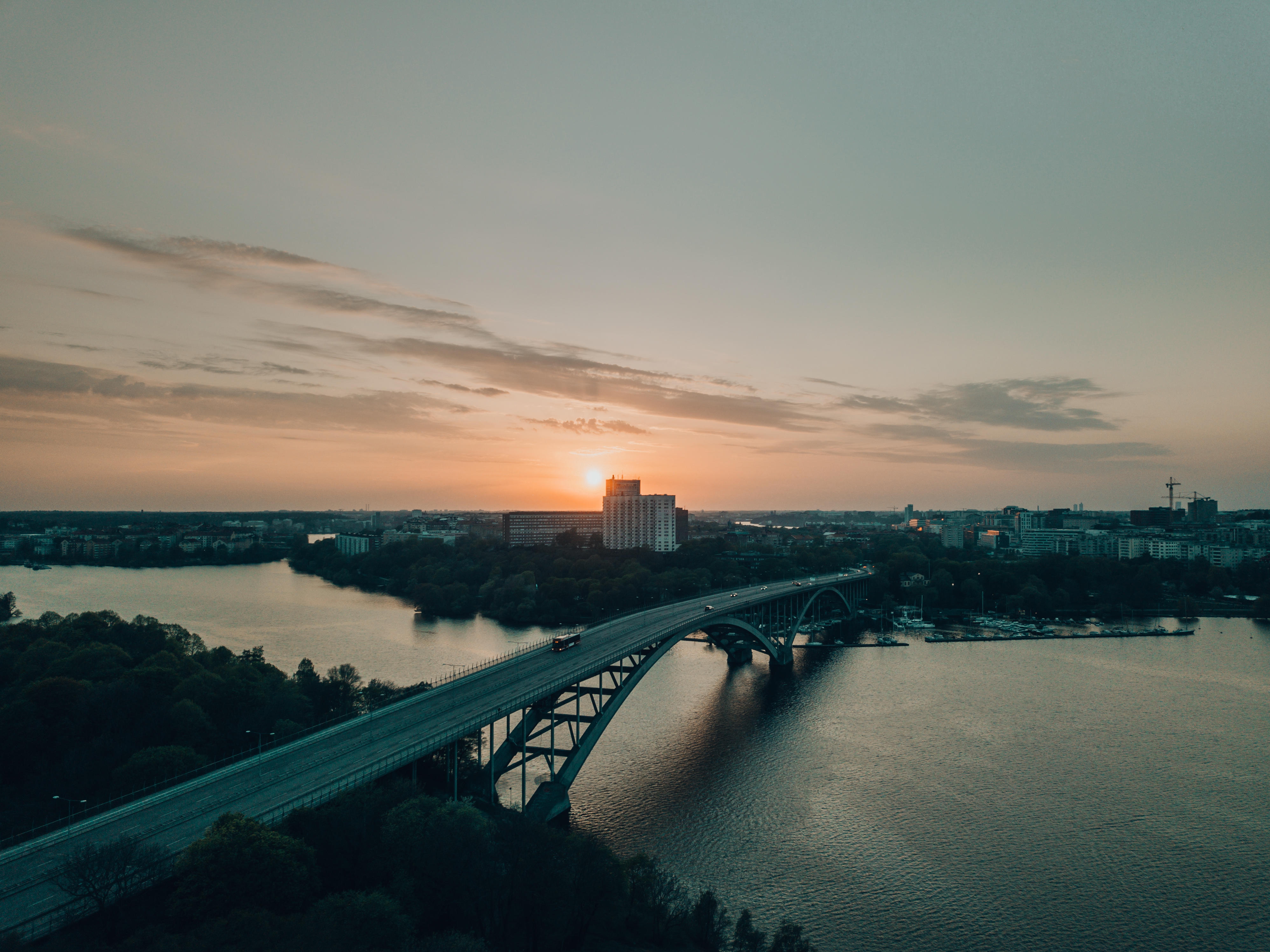
Västerbron, 2018

Västerbron ist eine etwa 600 m lange Straßenbrücke in Stockholm. Sie verbindet die Stadtteile Södermalm und Kungsholmen über die Insel Långholmen und den Riddarfjärden hinweg.
Västerbron (die Westbrücke) wurde nach vierjähriger Planungs- und Bauzeit am 20. November 1935 für den Verkehr geöffnet. Sie war damals die zweite feste Verbindung in Stockholms Nord-Süd-Richtung nach dem Verkehrsknotenpunkt Slussen. Die Brücke besteht aus zwei gewaltigen Bogenkonstruktionen aus Stahl mit je gut 200 Meter Spannweite. Insgesamt ist Västerbron etwas über 600 Meter lang. Sie war damals die längste Bogenbrückenkonstruktion Schwedens. Ihre größte Brückendurchfahrtshöhe beträgt 26 Meter, sie ist damit immer noch eine von Stockholms höchsten Brücken. Statiker waren Ernst Nilsson und Salmon Kasarnowsky. Architekten waren Paul Hedqvist und sein Partner David Dahl. Sie folgten in den Hauptzügen dem Entwurf des 1. Preises aus dem internationalen Wettbewerb von 1930, den die Architekten Otto Rudolf Salvisberg, Wilhelm Büning und der Bauingenieur Wilhelm Maelzer gewannen. Hedquist und Dahl waren auch verantwortlich für die Tranebergsbron, die ein Jahr vorher eröffnet worden war.
Bis zum 3. September 1967, als Schweden zum Rechtsverkehr überging, fuhren auch Straßenbahnen über die Brücke.
Der alljährliche Stockholm-Marathon wird über die Västerbron geführt, wobei die Steigung zum Scheitelpunkt der Brücke hin eine Herausforderung für die Läufer ist, man hat allerdings von dort auch eine hervorragende Aussicht über die Stadt.
Lange war ein Gegenstück zur Västerbron im Osten Stockholms geplant, Österbron (die Ostbrücke). Sie sollte, nach einem deutschen Vorschlag von 1948, als eine gewaltige Hängebrücke, gleich einer „Golden Gate Bridge“ über den Djurgårdsbrunnsviken spannen. Die Ideen wurden jedoch nie verwirklicht.

## Bilder

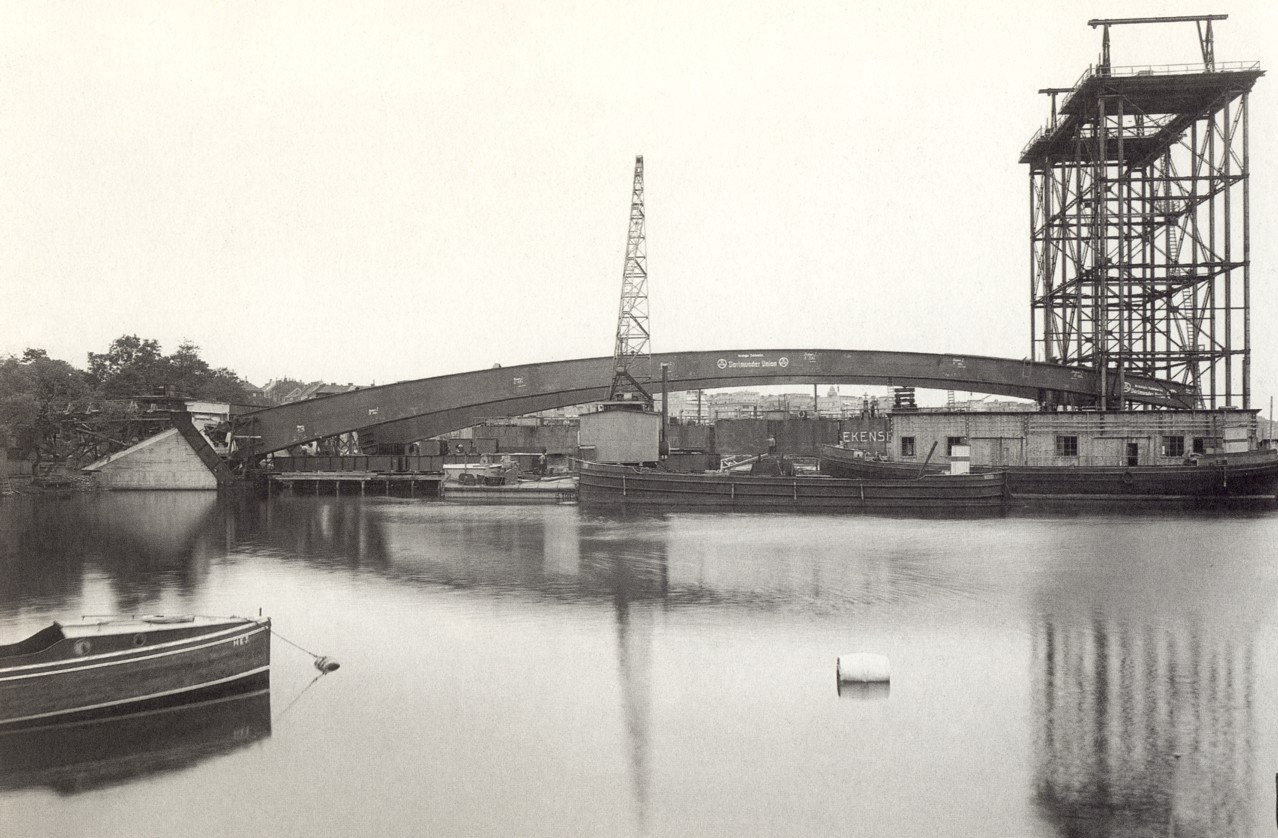
Västerbron im Bau 1933
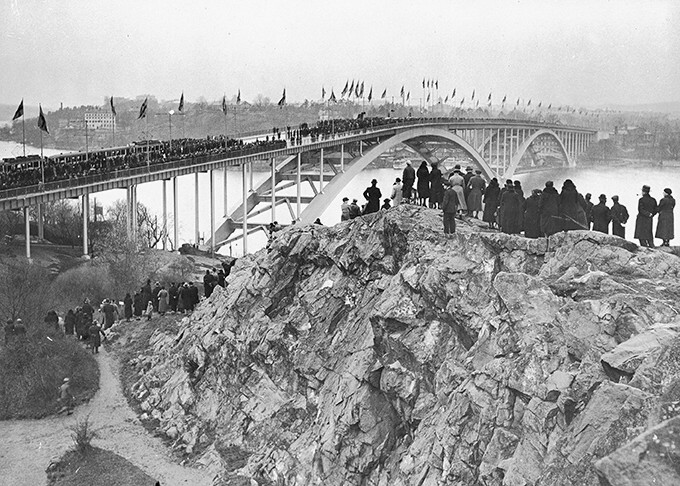
Västerbron Einweihung 1935
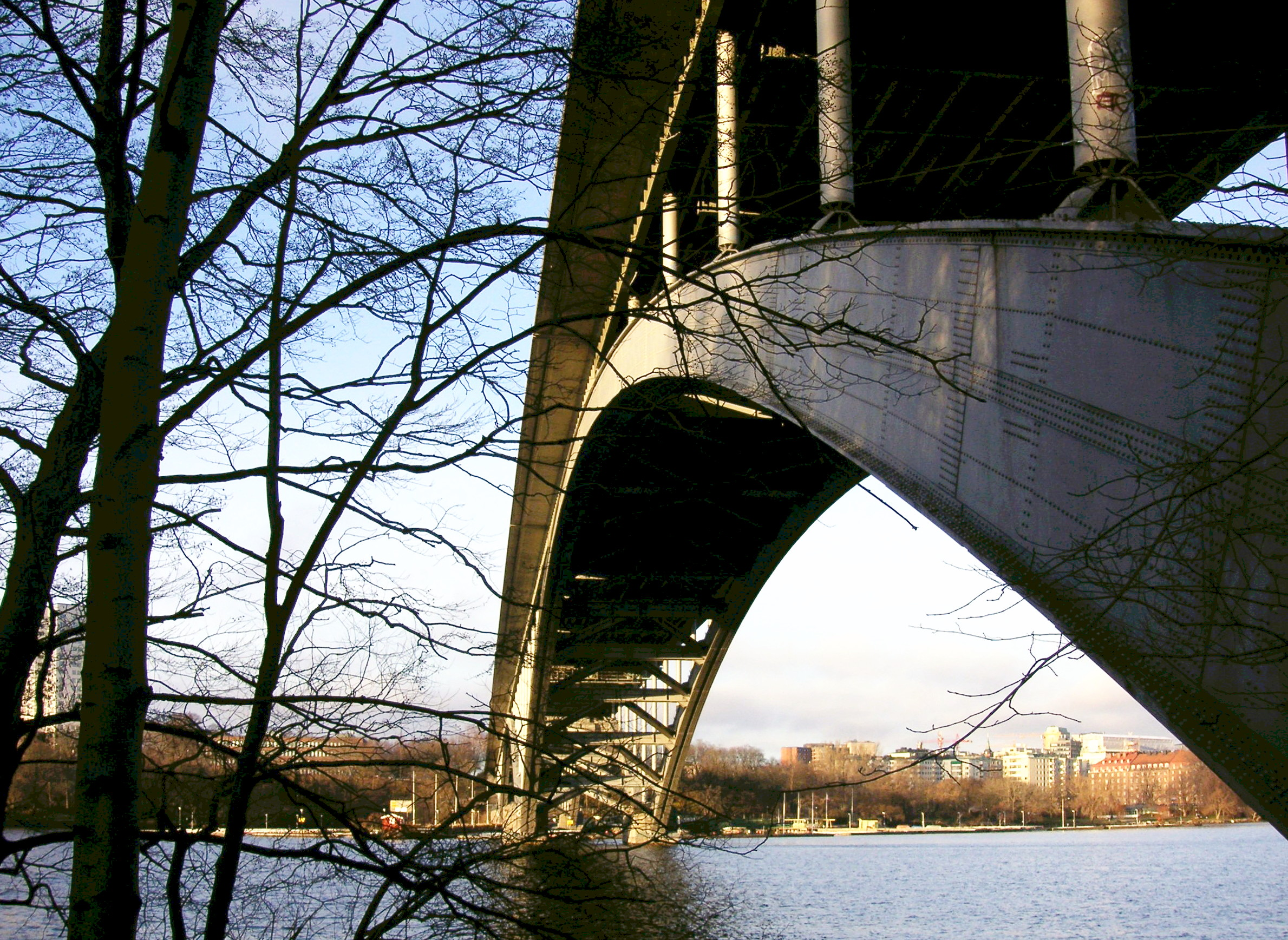
Brückenbogen auf Långholmen
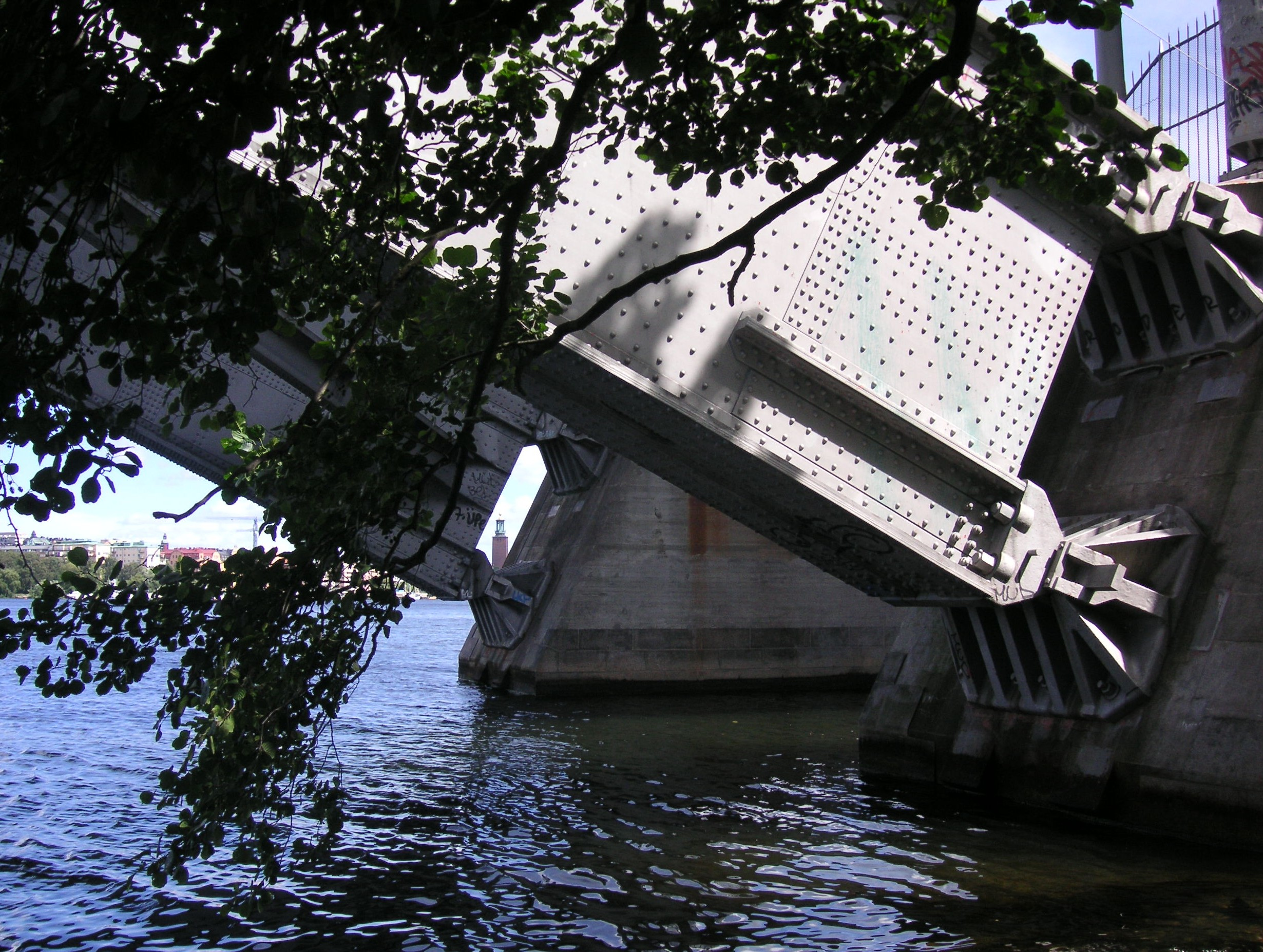
Fundament auf Långholmen